# Малая Белая (Винницкая область)
Ма́лая Бе́лая (укр. Мала Біла; до 2016 года Черво́ная Зи́рка) — посёлок, входит в Липовецкий район Винницкой области Украины.
Население по переписи 2001 года составляло 25 человек. Почтовый индекс — 22520. Телефонный код — 4358. Занимает площадь 0,33 км². Код КОАТУУ — 522280203.

## Местный совет
22520, Винницкая обл., Липовецкий р-н, с. Белая, ул. Ленина, 51

## Галерея
- Дорога до посёлка
- Пруд